# Jabłonna (gromada w powiecie bychawskim)
Jabłonna – dawna gromada, czyli najmniejsza jednostka podziału terytorialnego Polskiej Rzeczypospolitej Ludowej w latach 1954–1972.
Gromady, z gromadzkimi radami narodowymi (GRN) jako organami władzy najniższego stopnia na wsi, funkcjonowały od reformy reorganizującej administrację wiejską przeprowadzonej jesienią 1954 do momentu ich zniesienia z dniem 1 stycznia 1973, tym samym wypierając organizację gminną w latach 1954–1972.
Gromadę Jabłonna z siedzibą GRN w Jabłonnie (obecnie są to trzy wsie: Jabłonna Pierwsza, Jabłonna Druga i Jabłonna-Majątek) utworzono – jako jedną z 8759 gromad na obszarze Polski – w powiecie lubelskim w woj. lubelskim na mocy uchwały nr 12 WRN w Lublinie z dnia 5 października 1954. W skład jednostki weszły obszary dotychczasowych gromad Jabłonna I, Jabłonna II, Wólka Jabłońska, Jabłonna kol. i Czerniejów wieś ze zniesionej gminy Piotrków, a także część obszaru dotychczasowej gromady Tuszów (bez obszarów, które weszły do gromad Żabia Wola i Bychawka) ze zniesionej gminy Piotrowice, w tymże powiecie. Dla gromady ustalono 27 członków gromadzkiej rady narodowej.
1 stycznia 1956 gromada weszła w skład nowo utworzonego powiatu bychawskiego w tymże województwie.
1 stycznia 1969 do gromady Jabłonna włączono wsie Wierciszów i Kolonia Bychawka "C" ze znoszonej gromady Bychawka w tymże powiecie.
Gromada przetrwała do końca 1972 roku, czyli do kolejnej reformy gminnej. 1 stycznia 1973 w powiecie bychawskim utworzono gminę Jabłonna (od 1999 gmina Jabłonna znajduje się w powiecie lubelskim w woj. lubelskim).